# Rudy De Cadaval
Rudy De Cadaval, pseudonimo di Giancarlo Campedelli (Verona, 1º gennaio 1933 – Altipiani di Arcinazzo, 13 agosto 2021), è stato un poeta e saggista italiano.

## Biografia
Nasce a Verona da Giovanni Campedelli, operaio delle Ferrovie dello Stato e da Carolina Elvira Carli. Autodidatta, inizia a scrivere versi sin dalla giovane età.
Nel 1959 pubblica la sua prima raccolta "Cocktail di poesie", con cui vince il Premio D'Amico. Rimane però sconosciuto fino al 1964, anno in cui viene scoperto da Giuseppe Ungaretti, che nel 1971 scrive di lui:
(G. Ungaretti, L’ultimo chiarore della sera in "Alla Bottega", Milano, marzo-aprile, 1971)
Nel corso della sua carriera frequenta circoli letterari e conosce numerosi esponenti del mondo artistico e culturale: della sua opera si sono occupati vari autori tra cui, oltre al già citato Ungaretti, Salvatore Quasimodo, Eugenio Montale e Ignazio Silone. Le sue opere sono state recensite su testate nazionali e varie riviste specializzate, tra cui "La Fardelliana" e "Sìlarus", che gli ha dedicato una lettura per il 60º anniversario della sua attività letteraria. Il suo nome è inserito in numerose biografie (come O. Tanelli, Rudy De Cadaval, New Jersey, Rutgers University Press, 1988) e antologie, tra cui una edita da Luigi Pellegrini Editore. Alcuni suoi testi sono stati pubblicati dagli editori Guanda e Giannotta. Ha collaborato con la Società Letteraria di Verona fin dagli anni Settanta.

Scrittore prolifico e poliedrico è autore anche di articoli, interviste, saggi e due opere cinematografiche: insieme a Nicolò Ferrari scrive la sceneggiatura del lungometraggio "Laura nuda" (1961), per la regia dello stesso Ferrari; è inoltre autore della sceneggiatura del documentario "Le isole della laguna veneziana" (1989) con la regia di Francesco Carnelutti e la fotografia di Dante Spinotti, trasmesso da Raiuno per RAI DSE (Dipartimento Scuola Educazione), oggi Rai Educational.

Le sue opere sono registrate e catalogate presso la Biblioteca Nazionale Centrale di Roma.

## Onorificenze
Letto e apprezzato anche all'estero, ottiene vari premi e riconoscimenti, tra cui la "Penna d'Oro" dall'Académie des Poètes de France (Parigi, 1968). Nel 1968 riceve anche l'Attestato di Benemerenza e Medaglia D'Oro dal Presidente della Repubblica Italiana Giuseppe Saragat. Nel 1977 vince il premio Limone Arte e cultura e il 20 dicembre dello stesso anno riceve la Medaglia d'oro, conferitagli da Lorenzo Calabrese, Assessore alla Cultura della Provincia di Verona. Nel 1978 e nel 1989 gli viene conferito a Roma il "Premio della Cultura della Presidenza del Consiglio dei Ministri". Nel 1980 vince il premio "Lago d'Iseo" per la sua raccolta Schiavo 1933. Nel 1981 le edizioni La Vite di Catania pubblicano la cartella di acqueforti “Omaggio a Rudy de Cadaval” dell'artista Stefano Puleo, con scritto di Domenico Cara. Nel 1985, presso l'Università René Descartes di Parigi, l'Académie Internationale de Lutèce presieduta da Marceau Costantin lo insignisce della Medaglia D'Oro. Nel 1989 il Presidente della Repubblica Italiana Francesco Cossiga gli conferisce l'Onorificenza di Cavaliere per meriti letterari. Nel 2006 il Sindaco di Verona Paolo Zanotto gli consegna la "Medaglia D'Oro della Città per l'Attività Letteraria". Nel 2010 il Professor Hadaa Sendoo dell'Università di Ulaanbataar (Mongolia), fondatore del World Poetry Almanac, gli assegna il "Merit Award" per il contributo artistico e culturale dato alla World Poetry.

## Poetica
Influenzato dagli anni della seconda Guerra Mondiale, vissuti da bambino (si veda la poesia “Verona 1944”), la prima parte dell'iter poetico di De Cadaval è caratterizzata da una toni drammatici e impegno civile, in un realismo lirico dai forti contrasti esistenziali.
(I. SIlone, ripreso in M. Neirotti, "Schiavo 1933" in "Tuttolibri", Torino, 3 novembre 1979)
Il linguaggio di rottura degli anni ‘70 colloca De Cadaval tra coloro che fanno della poesia un mezzo rivoluzionario dell'anima. È collocato tra i molti "irregolari" delle nostre Lettere che hanno movimentato la vita multiforme della scrittura. Le sue opere nascono dallo stesso impulso e dall'intenzione ideologica che sottendono il suo discorso poetico: la povertà, l'ingiustizia, i soprusi, visti e sofferti come scandalo esemplare dall'attuale realtà politico-sociale.
Alla comparsa dei versi di "Terra di Puglia", una delle poesie contenute nella raccolta "L'ultimo chiarore della sera" (1965), alcuni critici non a torto avvicinano implicitamente ai dannati della terra i "sotto-uomini" di cui il poeta si fa "storico" e portavoce: era ed è tuttora il recupero della civiltà degli emarginati. A proposito di "L'ultimo chiarore della sera" Cesare Zavattini ha scritto:
(C. Zavattini, "L'ultimo chiarore della sera" in "Cenobio", Lugano, gennaio 1966)

## Opere

### Raccolte di poesia
- Cocktail di poesie, Venezia, Zanetti Editore, 1959
- Calvario della mia vita, Milano, Il Cavalluccio Editore, 1962
- L'ultimo chiarore della sera, prefazione di Carlo Betocchi, Roma, Nuova Accademia, 1965[19]
- Stagione delle malinconie, Carpi (MO), Editrice dei Quattro, 1966
- 23 Liriques contemporaines, traduzione di Janne Legnani, prefazione di Andre Maurois, Parigi, Edition Librairie 73, 1968
- Schiavo 1933, prefazione di Paolo Ruffilli, Forlì, Forum Editrice, 1979
- Et après..., traduzione e prefazione di Solange de Bressieux, Parigi, Barre-Dayez, 1981
- Poesie d'amore, prefazione di Roberto Sanesi, Milano, Severgnini Editore, 1983
- Colloquio con la pietra, prefazione di Roberto Sanesi, Milano, Guanda Editore, 1985
- L'albero del silenzio, Treviso, Edizioni del Leone, 1988
- Il muro del tempo, Milano, Edizioni Lineacultura, 1998
- Viaggio nello specchio della vita, prefazione di Giancarlo Vigorelli, Torino, Edizioni I.L.T.E, 1994
- Muro di Pietra, Ragusa, Libroitaliano, 2000
- International Poetry, Madras (India), Editition International Poetry, 2003
- Mi assolvo da solo, prefazione di Giovanni Giudici, Roma, Gabrieli Editore, 2004
- L'ultimo uomo, prefazione di Sjed Ameeruddin, nota critica di Krishna Sriniyvas, Torino, Editrice I.L.T.E., 2004
- Selected Poems of Rudy De Cadaval, traduzione O. Manduhai, Ulaanbaatar (Mongolia), World Poetry Almanac, 2010[20]

### Narrativa
- Dove senza di loro, Forum - Quinta Generazione, Forlì, 1978

### Racconti
- Capodanno in "Pandora", Cosenza, febbraio 1967
- Una mattina a caccia in "Il Corriere del Giorno", Taranto, 27 settembre 1970
- Laura in "Il Corriere del Giorno", Taranto, 17 ottobre 1970
- La solitudine dell'uomo fiume in "Il Corriere del Giorno", Taranto, 30 ottobre 1970
- 2 novembre in "Il Corriere del Giorno", Taranto, 3 novembre 1970
- Capodanno in "Il Corriere del Giorno", Taranto, 31 dicembre 1970
- Un uomo nel mare in "Il Corriere del Giorno", Taranto, 22 gennaio 1971
- Sogno in "Il Corriere del Giorno", Taranto, 21 febbraio 1971
- L'ultimo incontro in "Il Corriere del Giorno", Taranto, 28 aprile 1971
- Il lampadario diabolico in "Il Corriere del Giorno", Taranto, 25 maggio 1971
- Storia d'amore vietnamita in "Il Corriere del Giorno", Taranto, gennaio 1974
- L'ultimo incontro in "Il Corriere del Giorno", Taranto, 28 febbraio 1974
- La vendetta in "Il Corriere del Giorno", Taranto, settembre 1974
- La penna turchese in "La procellaria", Reggio Calabria, ottobre 1986
- L'estate di Anselmo in "Percorsi d'Oggi", Torino, novembre 1986
- Il mio mare in "Percorsi d'Oggi", Torino, luglio 1989
- L'angelo d'ebano in "Silarus", Salerno, n. 196, aprile 1998
- La leggenda di Bay of Chaleur in "Alla Bottega", Milano, marzo-aprile 2001
- Anche il paradiso ha la sua tristezza in "Alla Bottega", Milano, maggio-agosto 2001
- Lo strozzino in "Alla Bottega", Milano, luglio-ottobre 2003
- L'amante d'ebano in "Alla Bottega", Milano, novembre-dicembre 2003
- Flop in "Alla Bottega", Milano, gennaio-aprile 2004
- Incontri amorosi particolari in "Alla Bottega", Milano, maggio-agosto 2004
- Il mistero della saletta privé in "Alla Bottega", Milano, settembre-ottobre 2005
- L'onorevole in "Alla Bottega", Milano, maggio-agosto 2007

### Saggi
- Chiaroscuri nella poetica di Omàr Khàyyam, Roma, Editrice Nuova Accademia, 1963
- Hemingway letterato e personaggio nella leggenda, Lugano, Casa Editrice Cenobio, 1970
- Mostri Sacri, Roma, Edizioni Il Capricorno, 1977[21]
- Orizzonte per parole - Biografia critica sul premio Nobel Vicente Aleixandre, prefazione di Domenico Cara, Milano, Laboratorio delle Arti, 1981
- Simboli e realtà nella poesia di Salvatore Quasimodo, prefazione di Gilberto Finzi, Catania, Giannotta Editore, 1983
- Ezra Pound in AA.VV., "La Fardelliana", Trapani, Biblioteca Fardelliana, 1986
- La vita "recitata" di Oscar Wilde, prefazione di Ugo Ronfani, Milano, Editore Severgnini, 1988
- Sogni e realtà di Emilio Salgari, Milano, Istituto Editoriale Moderno, 1992
- Faulkner in AA.VV., "La Fardelliana", Trapani, Biblioteca Fardelliana, 1998
- Kafka: un testimone inquietante, Milano, Kronos Europea, 2006
- Pasolini - L'odio ingiusto nei confronti del padre, Cernusco sul Naviglio (Milano), Severgnini Stamperia d'Arte, 2012

### Testi teatrali
- Ho condannato il mio amore, 1960[22], Premio "Opera Prima" al Festival di Rimini (1960) e Primo Premio al "Festival Internazionale di Prosa di Jugoslavia (1960)[23]
- La prima amante, 1963 (inedito)[24]
- La gioia di tradire, 1963[24]
- I condannati: i figli del Dio d'Israele, Torino, Editrice I.L.T.E., 1973

## Filmografia
- Laura nuda (1961), sceneggiatura di Rudy De Cadaval e Nicolò Ferrari, regia di Nicolò Ferrari
- Le isole della laguna veneziana (1989), sceneggiatura di Rudy De Cadaval, regia di Francesco Carnelutti

## Discografia
- Un poeta, una donna e il mare (1984), poesie di Rudy De Cadaval, letture di Arnoldo Foà, musiche di Eveline Kherr, assoli di tromba di Cappy Lewis, Eurodisc

### Articoli
- G.B. Angioletti, Il calvario della mia vita in "Crisi e letteratura", Roma, ottobre 1962
- E. Montale, La poesia di Rudy De Cadaval in "Il Banditore", Siracusa, novembre 1962
- I. Silone, Rudy De Cadaval in "Nuovi Orizzonti", Napoli, 10 settembre 1963
- M.L. Astaldi, L'ultimo chiarore della sera in "Célebés", Trapani, dicembre 1965
- C. Zavattini, L'ultimo chiarore della sera in "Cenobio", Lugano, gennaio 1966
- A. Schiaffini, L'ultimo chiarore della sera in "La Prora", Roma, gennaio-febbraio, 1966
- L. Fiumi, Elegia per Tristia in "Le Venezie e l'Italia", Padova, 30 aprile 1966
- A. Maurois, 23 Liriques contemporaines in "Cenobio", Lugano, settembre-ottobre 1968
- S. Quasimodo, Rudy De Cadaval in controluce in "Domani", Verona, ottobre 1968
- B. Tecchi, Rudy De Cadaval e il suo "Ultimo chiarore della sera" in "Pensiero ed Arte", Bari, dicembre 1968
- E. Siciliano in Domani, Verona, marzo 1969
- O. De Riccio Rovelli, Tribuna Literaria, Buenos Aires, febbraio 1971
- G. Ungaretti, L'ultimo chiarore della sera in "Alla Bottega", Milano, marzo-aprile 1971
- A. Moravia, Romanzo d'esordio di un poeta in "Quinta Generazione", Forlì, 1982
- D. Lajolo, Dove senza di loro in "Quinta Generazione, Forlì, 1982
- A. Buongiorno, Una grande letteratura solare e mediterranea in "Avvenire", Milano, 12 marzo 1982
- S. De Bressieux, Biografia e coscienza poetica di Alexandre in un libro di Rudy De Cadaval in "La procellaria", Reggio Calabria, marzo-aprile 1982
- G. Finzi, Dove senza di loro di Rudy De Cadaval in "Spirali - Giornale Internazionale di Cultura", n. 40, Milano, aprile 1982
- D. Defelice, Dove senza di loro in "Quinta Generazione", Forlì, settembre-ottobre 1982
- L. Piccioni, Il muro del tempo in "Alla bottega", Milano, 2001
- S. Ameeruddin, Preface "The last man" in "International Poetry", Madras, India, marzo-giugno 2002
- G. Gramigna, Rudy De Cadaval alla ricerca di Dio in "Il Corriere di Roma", 30 novembre 2005

### Enciclopedie
- Dizionario degli scrittori italiani d'oggi, Lucio Pellegrini Editore, 1969
- Enciclopedia Grolier "Annuario 1982", Editrice Grolier International Inc., New York - Milano, 1982
- Grande Enciclopedia Universale Atlantica, European Book, Milano, 1984
- La Nuova Enciclopedia Selenia, Kronos Europea (Roma) - European Book (Milano), 1988
- Storia della Letteratura Italiana, Guido Milano Editore, Milano, 1993
- International Register of profiles 1993-1994, International Biographical Centre, Cambridge, England, 1994
- Dictionary of International Biographical - Twenty Second Edition 1993-1994, International Biographical Centre, Cambridge, England, 1994
- Dictionnaire Biographique Européen 1995-1997, Brugge-4, Belgium, 1997
- Encyclopedie Poetique, Editions Jean Grassin, Carnac, Paris, 1998
- International Who's Who in Poetry and Poets Encyclopedia 1999-2000, International Biographical Centre, Cambridge, England, 2000
- Dizionario Autori Italiani Contemporanei, Guido Editore, Milano, 2001
- International Authors and Writers Who's Who 2001-2002, International Biographical Centre, Cambridge, England, 2002
- International Who's Who in Poetry 2007, Ed. The Europa Biographical Reference Series (London) - Ed. Routledge Taylor & Francis Group (New York), 2002
- Who's Who in Italy, Sutter's International Red Series, published by Who's Who in Italy s.r.l., Milano, 2002
- The International Directory Leadership, American Biographical Institute, Raleigh (North Carolina), USA, 2004
- Great Minds of the 21st. Century, American Biographical Institute, Raleigh (North Carolina), USA, 2010
- World Poetry Almanac, World Almanac Hadaa Sendoo, Ulaanbaatar, Mongolia, 2011
- Poetry World Editor: S. Krishnan, Chennai, India, 2012

### Libri e Antologie
- V. Busà, Diamante: collana antologica di letteratura contemporanea, Editore Gugnali, 1966
- C. Mandel, A. Peyrefitte, I. Accorsi, Poesia italiana contemporanea, Relations Latines, 1966
- M. Di Biasi, Rudy De Cadaval in controluce Archiviato il 5 marzo 2016 in Internet Archive., prefazione di D. De Felice, Roma, Nuova Accademia, 1972
- O. Tanelli, Archiviato il 4 marzo 2016 in Internet Archive., New Jersey, Rutgers University Press, 1988
- F. Lanza, D.D. Guerrieri, G. Meneghello, Contributi per la Storia della Letteratura Italiana - Il secondo Novecento (volume I)[collegamento interrotto], Milano, Guido Miano Editore, 1993
- AA.VV. Storia della Letteratura italiana di Francesco De Sanctis: Appendice a cura di Francesco Acerbo, Sandra Sollazzi, Michele Straniero, Ed. European Book, Milano, 1994
- R. Agnelli, Poeti e scrittori d'Italia, Edizioni Universum, 1995
- G. Galetto (prefazione di), Poeti in Verona, Verona, Bonaccorso Editore, 2000
- L. Petroni, Rudy De Cadaval, la certezza della poesia, Milano, Istituto Editoriale Moderno, 2001
- E. Siciliano, Il muro del tempo ed il muro di pietra, Torino, Percorsi d'Oggi, 2001
- D. De Felice, Rudy De Cadaval: una vita per la poesia, prefazione di Ugo Ronfani, Milano, Istituto Editoriale Moderno, 2005
- L. Bronzi, Letteratura italiana: poesia e narrativa dal secondo Novecento ad oggi, Volume 1, Bastogi Editrice Italiana, 2007
- C. Formiconi, Bibliografia Rudy De Cadaval, Roma, Kronos Europea, 2008
- F. Gabrieli (a cura di), Quelli che lasciarono le orme, Roma, International Publisher, 2010